# Reiner Imre
Reiner Imre (Versec, 1900. augusztus 18. – Lugano, 1987. augusztus 21.)  magyar festő, fametsző, rézkarcoló, betűtervező, illusztrátor.

## Élete
1900. augusztus 18-án született a vajdasági Versecen, zsidó családban. A képzőművészettel és a betűmetszéssel apja mellett ismerkedett meg, aki szobrász és kőfaragó volt. Tizenöt éves korában kezdett az erdélyi Temesváron szobrászatot tanulni. A román megszállás elől Budapestre költözött, ahol a Magyar Képzőművészeti Főiskolára szeretett volna beiratkozni, de a proletárdiktatúra bukása után 1920-ban el kellett hagynia Magyarországot.
Először Frankfurtban, majd Stuttgartban az Állami Akadémián tanult könyvművészetet Ernst Schneidler tanítványaként. Bauhaus vezető művészek közül kapcsolatba került Moholy-Nagy Lászlóval is. Huszonkét éves korában volt első kiállítása. Később Olaszország több városában, majd 1923 és 1925 között az Amerikai Egyesült Államokban élt, de mivel nem sikerült művészi terveit megvalósítania, visszatért Stuttgartba.
A harmincas évek kezdetén Párizsban lakott, 1931-ben Svájcban, a Lugano melletti Ruviglianában telepedett le, ahol későbbi rövid londoni és párizsi tartózkodástól eltekintve élete végéig élt. Az 1960-as évektől megromlott látása miatt már kevesebbet alkotott. 1964-ben nagyobb anyaggal részt vett a lugánói Villa Cianoban rendezett nemzetközi kiállításon. 1965-ben a firenzei Accademia delle Arti tiszteletbeli tagjául választotta.

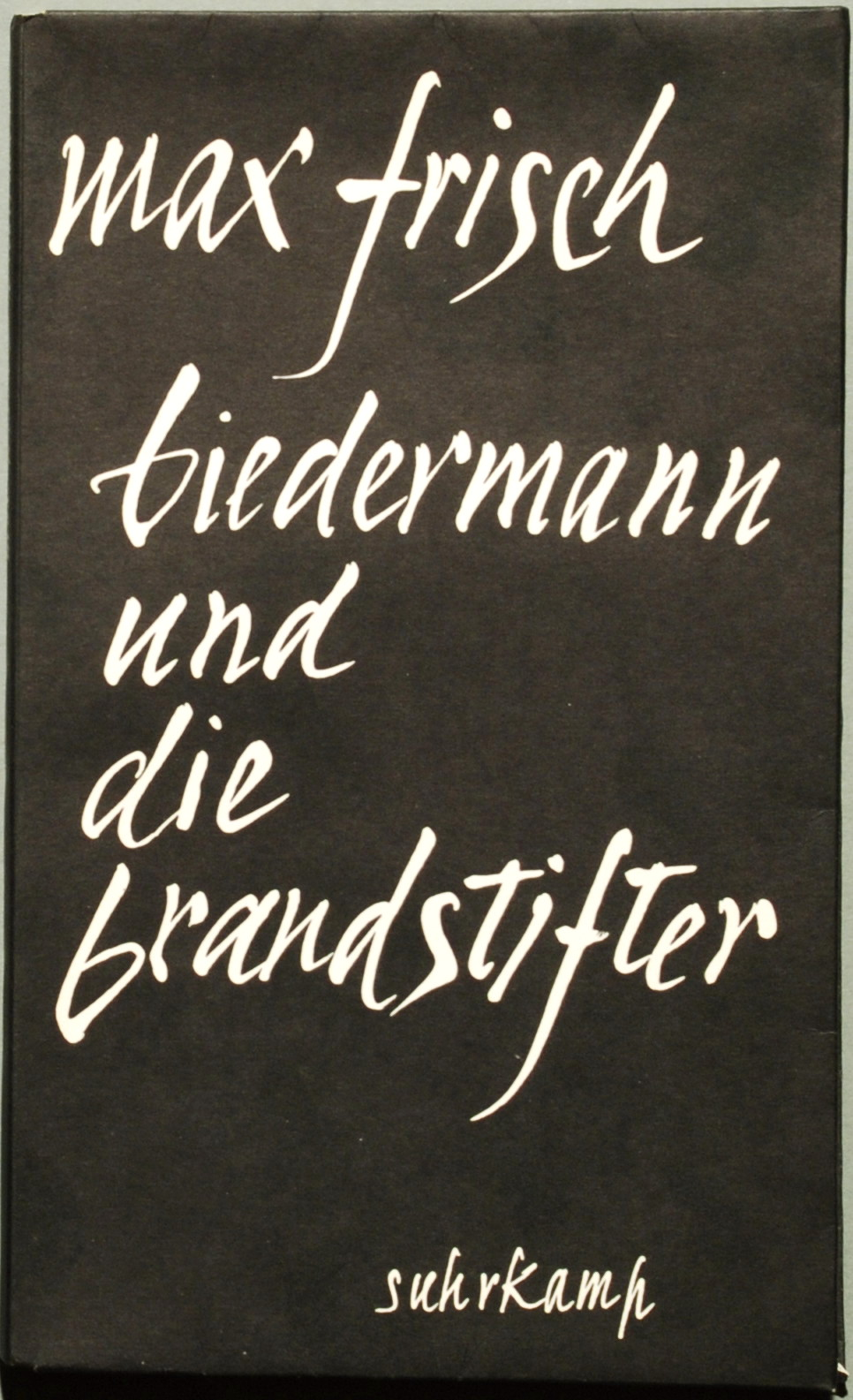
Biedermann und die Brandstifter 1958-as kiadású borítója, amit Reiner Imre tervezett

## Munkássága
1927-ben elkészült reklámbetűnek különösen alkalmas talp nélküli antikvája, a Meridian. Legjelentősebb alkotása a klasszikus antikvák családjába tartozó Corvinus. Később egymás után tervezte meg híressé vált betűtípusait (Marura, Reiner Script, Reiner Black stb.). A grafika szinte valamennyi műfajában alkotott, betűtervezésen kívül festményeket és különösen sok fametszetet, rézkarcot készített. Több jelentős illusztrációja jelent meg és számos kiállítása volt.
Művészi munkássága számottevő részét a grafikák, könyvillusztrációk teszik ki. Korlátozott számú, a bibliofilek részére kiadott művek hosszú sora jelent meg rajzaival, rézkarcaival és fametszeteivel. Ilyen kiadvány volt például Cervantes: Don Quijote, Chamisso: Peter Schlemil, Heine: Firenzei éjszakák, Hésziodosz: Munkák és napok, Homérosz: Iliász, Puskin: Pikk dáma, Voltaire: Babiloni királyleány (1943), Rilke: Le roses (1951), Arisztophanész: Békák (1961), Madarak (1965), Békesség (1965), Ezopus fabulái (1968), József Attila: Am Rande der Stadt, ford. és válogatta Gosztonyi Sándor (1962) című könyve.
1964-ben két rézkarc mappája jelent meg 10-10 lappal Zehn Stilleben: Redierungen aus den Jahren 1950-1958, ill. Theater címmel. 1945 után absztrakt festményeket és grafikákat is alkotott. Fametszetes illusztrációit fonadékszerű metszésvezetéssel készítette. A kiállításokon bemutatott műveit albumokban is megjelenítette.
Számos tus-, kréta-, és gouache-technikájú lapjai, általában csurgatásos csurgatásos – a gesztusfestészet eljárására emlékeztető – technikával nonfiguratív jellegű művei is maradtak fent. Néhány festménye Paul Klee hatását mutatja. Alkotásai között olaj és temperaképek, akvarellek, rajzok és sokszorosított grafikák egyaránt megtalálhatóak. Festményei, rézkarcai és fametszetei művészeti albumokban és múzeumokban kaptak helyet. Több könyvet és tanulmányt írt.

## Betűtípus tervei
Fontjainak listája a Klingspor Museum leltára szerint:
- Meridian (1930)
- Gotika (1933)
- Corvinus (1934)
- Matura (1938)
- Symphonie (1938)
- Floride (1939)
- Reiner Script (1951)
- Contact (1952)
- Reiner Black (1955)
- Mustang (1956)
- Bazar (1956)
- London Script (1957)
- Mercurius (1957)
- Pepita (1958)

## Egyéni kiállításai
- 1930: G. Zak, Párizs
- 1933: Galerie d'Art Contemporain, Párizs
- 1969: Chiasso, G. Mosaico
- 1970, 1971: Square G., Milánó (kat.)
- 1978: Schweizerischen Landesbibliothek, Bern
- 1981: Galerie am Züriberg, Zürich.